# 대한민국의 일반 국도
대한민국의 일반 국도(大韓民國의 一般 國道)는 고속도로 이외의 대한민국의 일반 국도를 가리키는 말로, 일반적으로 국도(國道)라고 한다. 중요도시·지정항만, 중요비행장, 국가산업단지 또는 관광지 등을 연결하며 고속도로와 함께 국가기간도로망을 이루는 도로로, 과거에는 대통령령으로 그 노선이 지정되었으나 2014년 1월 21일에 전면 개정된 《도로법》이 같은 해 7월 14일부터 시행되면서 더 이상 대통령령으로 노선 지정을 하지 않고 국토교통부령에 의해 지정·고시하고 있다. 각 지방자치단체에 있는 지방국토관리청에서 관리하며, 시내동지역에서는 원활한 관리를 위해 시장이 관리한다. 고속도로와 달리 2차로나 미포장로도 일정 구간이 존재하며, 1급에서 4급까지로 나뉜다. 각각의 도로에는 번호가 매겨져 있어, '몇 번 국도' 또는 '국도 몇 호선'으로 통칭된다.
일제강점기 시대였던 1938년에 《조선도로령》에 따라 처음 지정되었고, 이 때 지정된 노선은 1960년대 중반까지 대체적으로 유지되다가 1967년에 이르러 현재의 노선이 지정되었다.

## 노선 번호 부여 체계
대한민국의 일반국도 노선을 표기할 때는 파란색 타원에 흰색 숫자로 표기한다. 일반국도 노선 번호는 한자리 또는 두자리 수로 구성되어 있다. 남북방향으로 된 노선은 홀수로 번호를 붙이고 동서방향으로 된 노선은 짝수로 번호를 붙인다. 한자리 수로 된 일반국도는 가장 기본이 되는 축 역할을 하는 노선이다. 두자리 수로 된 일반국도는 각 한자리 수의 일반국도를 이어주는 간선 역할을 한다.

## 역사
- 1938년 12월 1일 : 조선도로령에 의해 국도 노선을 최초로 지정
- 1962년 1월 1일 : 조선도로령 폐지
- 1963년 2월 5일 : 각령 제1191호 1급국도와2급국도의노선지정의건에 의해 조선도로령에 있던 국도 노선이 보존됨.[5]
- 1966년 12월 27일 : 1급국도와2급국도의노선지정의건 각령을 개정해 조선도로령과 전혀 다른 지금과 같은 노선 뼈대가 형성되었다.[6]
- 1969년 12월 1일 : 1급국도와2급국도의노선지정령으로 변경[7]
- 1971년 8월 31일 : 1급국도와2급국도의노선지정령을 폐지하고[8] 일반국도노선지정령을 제정.[9] 이 때 일부 1급국도가 고속국도로 분리되어 지정됨.
- 1972년 2월 22일 : 국도 제27호선 신설, 국도 제32호선 기점을 변경.[10]
- 1981년 3월 14일 : 국도 12개 노선을 신설하고 13개 노선을 연장해 지정함. 3개 노선의 경유지를 변경.[11]

- 국도 제1호선 주요 경유지 변경
- 국도 제2호선 주요 경유지 변경
- 국도 제3호선 주요 경유지 변경
- 국도 제4호선 노선명을 '군산 ~ 경주선'에서 '군산 ~ 감포선'으로 변경, 주요 경유지 변경
- 국도 제5호선 주요 경유지 변경
- 국도 제6호선 주요 경유지 변경
- 국도 제12호선 노선명을 '제주 ~ 우회선'에서 '제주 제1우회선'으로 변경
- 국도 제13호선 종점을 '전라남도 광주시'에서 '전라남도 담양군 담양읍'으로 연장해 '완도 ~ 담양선'으로 변경하고 주요 경유지 변경
- 국도 제14호선 기점을 '경상남도 거제군 장승포읍'에서 '경상남도 거제군 동부면'으로 변경하고 주요 경유지 변경
- 국도 제15호선 종점을 '전라남도 광주시'에서 '전라남도 담양군 담양읍'으로 연장해 '나로도 ~ 담양선'으로 변경하고 주요 경유지 변경
- 국도 제16호선 제주 제2우회선 노선 신설
- 국도 제17호선 기점을 '전라남도 여수시'에서 '전라남도 여천군 돌산읍'으로, 종점을 '충청북도 청주시'에서 '경기도 용인군 내사면'으로 연장해 '돌산 ~ 양지선'으로 변경하고 주요 경유지 변경
- 국도 제18호선 진도 ~ 구례선 노선 신설
- 국도 제19호선 주요 경유지 변경
- 국도 제20호선 시천 ~ 경주선 노선 신설
- 국도 제21호선 종점을 '충청남도 천안시'에서 '경기도 이천군 장호원읍'으로 연장해 '군산 ~ 장호원선'으로 변경하고 주요 경유지 변경
- 국도 제22호선 기점을 '전라북도 영광군 법성면 법성포'에서 '전라북도 정읍군 정주읍'로 연장해 '정주 ~ 순천선'으로 변경하고 주요 경유지 변경
- 국도 제23호선 기점을 '전라남도 목포시'에서 '전라남도 강진군 대구면'으로 연장해 '마량 ~ 천안선'으로 변경하고 주요 경유지 변경
- 국도 제24호선 기점을 '전라남도 광주시'에서 '전라남도 신안군 지도읍'으로 연장해 '지도 ~ 울산선'으로 변경하고 주요 경유지 변경
- 국도 제26호선 주요 경유지 변경
- 국도 제27호선 종점을 '전라북도 전주시'에서 '전라북도 군산시'로 연장해 '녹동 ~ 군산선'으로 변경하고 주요 경유지 변경
- 국도 제28호선 기점을 '경상북도 의성군 의성읍'에서 '경상북도 영주시'로 연장해 '영주 ~ 포항선'으로 변경하고 주요 경유지 변경
- 국도 제29호선 장동 ~ 대산선 노선 신설
- 국도 제30호선 변산 ~ 대구선 노선 신설
- 국도 제31호선 기점을 '경상북도 포항시'에서 '경상남도 울산시'로 연장해 '울산 ~ 신고산선'으로 변경하고 주요 경유지 변경
- 국도 제32호선 노선명을 '서산 ~ 대전선'에서 '만리포 ~ 대전선'으로 변경, 주요 경유지 변경
- 국도 제33호선 고성 ~ 선산선 노선 신설
- 국도 제34호선 기점을 '경상북도 문경군 문경읍'에서 '충청남도 당진군 당진읍'으로 연장해 '당진 ~ 영덕선'으로 변경하고 주요 경유지 변경
- 국도 제35호선 부산 ~ 강릉선 노선 신설
- 국도 제36호선 주요 경유지 변경
- 국도 제37호선 거창 ~ 문산선 노선 신설
- 국도 제38호선 종점을 '강원도 정선군 정선면'에서 '강원도 삼척군 삼척읍'으로 연장해 '평택 ~ 삼척선'으로 변경하고 주요 경유지 변경
- 국도 제39호선 부여 ~ 의정부선 노선 신설
- 국도 제40호선 대천 ~ 공주선 노선 신설
- 국도 제42호선 종점을 '강원도 삼척군 북평읍'에서 '강원도 동해시'로 연장해 '인천 ~ 동해선'으로 변경하고 주요 경유지 변경
- 국도 제43호선 기점을 '서울특별시 종로구 세종로'에서 '경기도 화성군 향남면'으로 연장해 '발안 ~ 고성선'으로 변경하고 주요 경유지 변경
- 국도 제45호선 해미 ~ 청평선 노선 신설
- 국도 제46호선 종점을 '강원도 속초시'에서 '강원도 고성군 고성읍'으로 연장해 '인천 ~ 간성선'으로 변경하고 주요 경유지 변경
- 국도 제47호선 반월 ~ 금화선 노선 신설
- 국도 제48호선 경유지 변경
- 국도 제56호선 금화 ~ 양양선 노선 신설
- 국도 제99호선 노선명을 '제주 ~ 회순선'에서 '제주 ~ 중문선'으로 변경

- 1981년 6월 24일 : 국도 제3호선 기점을 '경상남도 삼천포시'에서 '경상남도 남해군 삼동면'으로 연장해 '남해 ~ 초산선'으로 변경, 국도 제14호선 주요 경유지 변경, 국도 제23호선 기점을 '전라남도 강진군 대구면'에서 '전라남도 강진군 강진읍'으로 연장해 '강진 ~ 천안선'으로 변경[12]
- 1986년 5월 13일 : 직할시 출범 등 행정 구역 개편에 따라 주요 경유지 수정[13]
- 1990년 10월 30일 : 국도 제29호선 시점을 '전라남도 장흥군 장동면'에서 '전라남도 보성군 미력면'으로 변경해 '보성 ~ 대산선'으로 변경, 국도 제38호선 종점을 '강원도 삼척시'에서 '강원도 동해시'로 연장해 '평택 ~ 동해선'으로 변경[14]
- 1996년 7월 1일 : 국도 3개 노선을 신설하고 6개 노선을 연장해 지정함. 41개 노선의 경유지를 변경, 1개 노선 폐지.[15]

- 국도 제2호선 종점을 '부산직할시 중구'에서 '부산광역시 중구'로 변경
- 국도 제3호선 기점을 '경상남도 남해군 삼동면'에서 '경상남도 남해군 미조면'으로 변경
- 국도 제4호선 종점을 '경상북도 월성군 감포읍'에서 '경상북도 경주시 감포읍'으로 변경하고 노선명을 '군산 ~ 경주선'으로 변경
- 국도 제6호선 기점을 '인천직할시 중구'에서 '인천광역시 중구'로, 종점을 '강원도 명주군 주문진읍'에서 '강원도 강릉시 주문진읍'으로 변경하고 노선명을 '인천 ~ 강릉선'으로 변경
- 국도 제7호선 기점을 '부산직할시 중구'에서 '부산광역시 중구'로 변경
- 국도 제14호선 기점을 '경상남도 거제군 남부면'에서 '경상남도 거제시 남부면'으로 변경, 종점을 '경상남도 울산시'에서 '경상북도 포항시'로 연장해 노선명을 '거제 ~ 포항선'으로 변경
- 국도 제17호선 종점을 '경기도 용인군 내사면'에서 '경기도 용인시 양지면'으로 변경하고 노선명을 '여천 ~ 용인선'으로 변경
- 국도 제19호선 기점을 '경상남도 남해군 삼동면'에서 '경상남도 남해군 미조면'으로 변경
- 국도 제20호선 종점을 '경상북도 경주시'에서 '경상북도 포항시'로 연장해 노선명을 '산청 ~ 포항선'으로 변경
- 국도 제21호선 기점을 '전라북도 군산시'에서 '전라북도 전주시'로 연장, 종점을 '경기도 이천군 장호원읍'에서 '경기도 이천시 장호원읍'으로 변경해 노선명을 '전주 ~ 이천선'으로 변경
- 국도 제22호선 기점을 '전라북도 정주시'에서 '전라북도 정읍시'로 변경하고 노선명을 '정읍 ~ 순천선'으로 변경
- 국도 제24호선 노선명을 '신안 ~ 울산선'으로 변경
- 국도 제26호선 종점을 '대구직할시 서구'에서 '대구광역시 서구'로 변경
- 국도 제29호선 종점을 '충청남도 서산군 대산면'에서 '충청남도 서산시 대산읍'으로 변경하고 노선명을 '보성 ~ 서산선'으로 변경
- 국도 제30호선 종점을 '대구직할시 서구'에서 '대구광역시 서구'로 변경
- 국도 제31호선 기점을 '경상남도 울산시'에서 '부산광역시 기장군 일광면'으로 연장하고 노선명을 '부산 ~ 신고산선'으로 변경
- 국도 제32호선 기점을 '충청남도 서산군 소원면'에서 '충청남도 서산시 태안읍'으로, 종점을 '충청남도 대전시'에서 '대전광역시 유성구'로 변경해 노선명을 '서산 ~ 대전선'으로 변경
- 국도 제33호선 종점을 '경상북도 선산군 선산읍'에서 '경상북도 구미시 선산읍'으로 변경하고 노선명을 '고성 ~ 구미선'으로 변경
- 국도 제35호선 기점을 '부산직할시 부산진구'에서 '부산광역시 부산진구'로 변경
- 국도 제36호선 기점을 '충청남도 대천시'에서 '충청남도 보령시'로 변경하고 노선명을 '보령 ~ 울진선'으로 변경
- 국도 제37호선 종점을 '경기도 파주군 문산읍'에서 '경기도 파주시 문산읍'으로 변경하고 노선명을 '거창 ~ 파주선'으로 변경
- 국도 제38호선 기점을 '경기도 평택군 포승면'에서 '충청남도 서산시 대산읍'으로 연장하고 노선명을 '서산 ~ 동해선'으로 변경
- 국도 제40호선 기점을 '충청남도 대천시'에서 '충청남도 보령시'로 변경
- 국도 제42호선 기점을 '인천직할시 중구'에서 '인천광역시 중구'로 변경
- 국도 제43호선 기점을 '경기도 화성군 향남면'에서 '충청남도 연기군 전의면'으로 연장하고 노선명을 '연기 ~ 고성선'으로 변경
- 국도 제45호선 기점을 '충청남도 서산군 해미면'에서 '충청남도 서산시 해미면'으로 변경하고 노선명을 '서산 ~ 가평선'으로 변경
- 국도 제46호선 기점을 '인천직할시 중구'에서 '인천광역시 중구'로 변경하고 노선명을 '인천 ~ 고성선'으로 변경
- 국도 제47호선 노선명을 '화성 ~ 철원선'으로 변경
- 국도 제48호선 기점을 '경기도 강화군 양사면'에서 '인천광역시 강화군 양사면'으로 변경
- 국도 제56호선 노선명을 '철원 ~ 양양선'으로 변경
- 국도 제59호선 광양 ~ 하동선 노선 신설
- 국도 제67호선 칠곡 ~ 구미선 노선 신설
- 국도 제78호선 만포진 ~ 강계선 노선 폐지
- 국도 제82호선 평택 ~ 화성선 노선 신설
- 국도 제99호선 노선명을 '제주 ~ 서귀포선'으로 변경

- 2001년 8월 25일 : 국도 7개 노선을 신설하고 15개 노선을 바꿈[16]

- 국도 제2호선 기점을 '전라남도 목포시'에서 '전라남도 신안군 장산면'으로 변경하고 노선명을 '신안 ~ 부산선'으로 변경
- 국도 제11호선 기점을 '제주도 제주시'에서 '제주도 서귀포시'로, 종점을 '제주도 서귀포시'에서 '제주도 제주시'로 변경하고 노선명을 '서귀포 ~ 제주선'으로 변경
- 국도 제13호선 종점을 '전라남도 담양군 담양읍'에서 '충청남도 금산군 금산읍'으로 연장하고 노선명을 '완도 ~ 금산선'으로 변경
- 국도 제17호선 기점을 '전라남도 여천군 돌산읍'에서 '전라남도 여수시 돌산읍'으로 변경하고 노선명을 '여수 ~ 용인선'으로 변경
- 국도 제18호선 기점을 '전라남도 진도군 임회면'에서 '전라남도 진도군 고군면'으로 연장
- 국도 제19호선 종점을 '강원도 원주시'에서 '강원도 홍천군 서석면'으로 연장하고 노선명을 '남해 ~ 홍천선'으로 변경
- 국도 제21호선 기점을 '전라북도 전주시'에서 '전라북도 남원시 대강면'으로 연장하고 노선명을 '남원 ~ 이천선'으로 변경
- 국도 제24호선 기점을 '전라남도 신안군 지도읍'에서 '전라남도 신안군 임자면'으로 연장
- 국도 제27호선 기점을 '전라남도 고흥군 도양읍'에서 '전라남도 고흥군 금산면'으로 연장
- 국도 제32호선 종점을 '대전광역시 유성구'에서 '대전광역시 중구'로 변경
- 국도 제40호선 기점을 '충청남도 보령시'에서 '충청남도 예산군 덕산면'으로 연장하고 노선명을 '예산 ~ 공주선'으로 변경
- 국도 제46호선 종점을 '강원도 고성군 고성읍'에서 '강원도 고성군 간성읍'으로 변경
- 국도 제47호선 기점을 '경기도 화성군 반월면'에서 '경기도 안산시'로 변경하고 노선명을 '안산 ~ 철원선'으로 변경
- 국도 제58호선 진해 ~ 청도선 노선 신설
- 국도 제59호선 종점을 '경상남도 하동군 금남면'에서 '강원도 양양군 양양읍'으로 연장하고 노선명을 '광양 ~ 양양선'으로 변경
- 국도 제75호선 가평 ~ 화천선 노선 신설
- 국도 제77호선 부산 ~ 인천선 노선 신설
- 국도 제79호선 의령 ~ 창녕선 노선 신설
- 국도 제87호선 포천 ~ 철원선 노선 신설
- 국도 제88호선 영양 ~ 울진선 노선 신설
- 국도 제95호선 남제주 ~ 북제주선 노선 신설
- 국도 제99호선 기점을 '제주도 제주시'에서 '제주도 서귀포시'로, 종점을 '제주도 서귀포시'에서 '제주도 제주시'로 변경하고 노선명을 '서귀포 ~ 제주선'으로 변경

- 2008년 1월 3일 : 국도 제4호선의 기점을 '전라북도 군산시'에서 '전라북도 군산시 옥도면'으로 연장[17]
- 2008년 11월 17일 : 국도 5개 노선을 연장하고 18개 노선의 경유지를 변경, 5개 노선을 폐지[18]

- 국도 제1호선 주요 경유지 변경 (대전광역시)
- 국도 제2호선 주요 경유지 변경
- 국도 제5호선 기점을 '경상남도 마산시'에서 '경상남도 거제시 연초면'으로 연장하고 노선명을 '거제 ~ 중강진선'으로 변경
- 국도 제6호선 주요 경유지 변경
- 국도 제11호선 서귀포 ~ 제주선 노선 폐지
- 국도 제12호선 제주 제1우회선 노선 폐지
- 국도 제14호선 주요 경유지 변경
- 국도 제16호선 제주 제2우회선 노선 폐지
- 국도 제18호선 주요 경유지 변경
- 국도 제26호선 주요 경유지 변경
- 국도 제28호선 주요 경유지 변경
- 국도 제29호선 주요 경유지 변경
- 국도 제32호선 기점을 '충청남도 서산군 태안읍'에서 '충청남도 태안군 소원면'으로 변경하고 노선명을 '태안 ~ 대전선'으로 변경
- 국도 제33호선 주요 경유지 변경
- 국도 제35호선 주요 경유지 변경
- 국도 제36호선 주요 경유지 변경
- 국도 제37호선 주요 경유지 변경
- 국도 제38호선 주요 경유지 변경
- 국도 제39호선 주요 경유지 변경
- 국도 제40호선 기점을 '충청남도 예산군 덕산면'에서 '충청남도 당진군 합덕읍'으로 연장하고 노선명을 '당진 ~ 공주선'으로 변경
- 국도 제43호선 주요 경유지 변경
- 국도 제46호선 주요 경유지 변경
- 국도 제56호선 주요 경유지 변경
- 국도 제59호선 주요 경유지 변경
- 국도 제67호선 종점을 '경상북도 구미시 산동면'에서 '경상북도 군위군 군위읍'으로 연장하고 노선명을 '칠곡 ~ 군위선'으로 변경
- 국도 제77호선 종점을 '인천광역시 동구'에서 '경기도 파주시 문산읍'으로 연장하고 노선명을 '부산 ~ 파주선'으로 변경
- 국도 제82호선 주요 경유지 변경
- 국도 제87호선 기점을 '경기도 포천군 내촌면'에서 '경기도 포천시 내촌면'으로 변경
- 국도 제95호선 남제주 ~ 북제주선 노선 폐지
- 국도 제99호선 서귀포 ~ 제주선 노선 폐지

- 2012년 1월 26일 : 13개 노선의 경유지를 변경[19]

- 국도 제1호선 충청남도 논산시 구간 경유지 변경
- 국도 제2호선 무안 ~ 삼향 국도대체우회도로 구간으로 경유지 변경
- 국도 제3호선 경상남도 진주시, 경기도 광주시 구간 경유지 변경
- 국도 제4호선 국도 제1호선과 중첩 구간 변경
- 국도 제14호선 국도 제7호선과 중첩 구간 추가
- 국도 제15호선 국도 제2호선과 중첩 구간 삭제 및 국도 제13호선과 중첩 구간 추가
- 국도 제19호선 국도 제18호선과 중첩 구간 변경 및 국도 제17호선과 중첩 구간 삭제, 국도 제13호선과 중첩 구간 추가
- 국도 제25호선 경상남도 국도 중첩 구간 변경
- 국도 제26호선 전라북도, 경상남도 국도 중첩 구간 변경
- 국도 제29호선 전라북도 국도 중첩 구간 변경
- 국도 제30호선 전라북도 국도 중첩 구간 변경
- 국도 제39호선 국도 제6호선과 중첩 구간 추가
- 국도 제77호선 경상남도, 전라남도 국도 중첩 구간 변경

- 2013년 12월 24일 : 국도 제43호선 기점을 '충청남도 연기군 소정면'에서 '세종특별자치시'로 연장하고 노선명을 '세종 ~ 고성선'으로 변경[20]
- 2014년 7월 14일 : 도로법 전면개정으로 일반국도 노선 지정령 폐지[21]
- 2015년 3월 27일 : 국토교통부고시로 일반국도 노선 지정과 함께 일부 노선 변경[22]

- 국도 제6호선 종점을 '강원도 강릉시 주문진읍'에서 '강원도 강릉시 연곡면 동덕리'로 변경
- 국도 제13호선 종점을 '충청남도 금산군 금산읍'에서 '충청남도 금산군 금성면 양전리'로 변경
- 국도 제14호선 종점을 '경상북도 포항시'에서 '경상북도 포항시 남구 청림동'으로 변경
- 국도 제20호선 종점을 '경상북도 포항시'에서 '경상북도 포항시 남구 동촌동'으로 변경
- 국도 제23호선 종점을 '충청남도 천안시'에서 '충청남도 천안시 동남구 신부동'으로 변경
- 국도 제33호선 종점을 '경상북도 구미시 선산읍'에서 '경상북도 구미시 도개면 신림리'로 변경
- 국도 제37호선 기점을 '경상남도 거창군 거창읍'에서 '경상남도 거창군 거창읍 송정리'로 변경
- 국도 제39호선 기점을 '충청남도 부여군 부여읍'에서 '충청남도 부여군 부여읍 가탑리'로 변경
- 국도 제75호선 기점을 '경기도 가평군 설악면'에서 '경기도 가평군 설악면 신천리'로 변경

- 2016년 4월 8일 : 진주시 국도대체우회도로 개통으로 국도 제2호선, 국도 제3호선, 국도 제33호선 진주시 구간 경유지 변경[23]
- 2016년 7월 13일 : 국도 제34호선 종점 지번 변경[24]
- 2017년 7월 11일 : 수원시 국도대체우회도로 개통으로 국도 제43호선 화성시 ~ 수원시 구간 경유지 변경, 국도 제87호선 총 연장 변경[25]
- 2020년 11월 13일: 새만금 동서도로 개통을 앞두고 국도 제12호선(군산-김제선) 지정[26]
- 2021년 6월 22일 : 8개 국도 노선 변경[27]

- 국도 제4호선 기점을 '전라북도 군산시 옥도면 관리도리'에서 '전라북도 부안군 하서면 백련리'로 변경. 이에 따라 '군산 ~ 경주선'에서 '부안 ~ 경주선'으로 변경 (새만금 남북도로 경유)
- 국도 제5호선 기점을 '경상남도 거제시 연초면 죽토리'에서 '경상남도 통영시 도남동'으로 변경. 이에 따라 '거제 ~ 중강진선'에서 '통영 ~ 중강진선'으로 변경
- 국도 제15호선 기점을 '전라남도 고흥군 봉래면 신금리'에서 '전라남도 고흥군 봉래면 예내리'로, 종점을 '전라북도 담양군 담양읍 객사리'에서 '전라북도 남원시 주천면 송치리'로 변경. 이에 따라 '고흥 ~ 담양선'에서 '고흥 ~ 남원선'으로 변경
- 국도 제17호선 종점을 '경기도 용인시 양지면 양지리'에서 '경기도 광주시 도척면 추곡리'로 변경. 이에 따라 '여수 ~ 용인선'에서 '여수 ~ 광주선'으로 변경
- 국도 제27호선 기점을 '전라남도 고흥군 금산면 오천리'에서 '전라남도 완도군 고금면 덕암리'로 변경. 이에 따라 '고흥 ~ 군산선'에서 '완도 ~ 군산선'으로 변경
- 국도 제38호선 기점을 '충청남도 서산시 대산읍 독곶리'에서 '충청남도 태안군 이원면 내리'로 변경. 이에 따라 '서산 ~ 동해선'에서 '태안 ~ 동해선'으로 변경
- 국도 제19호선과 국도 제87호선 총 연장 변경

- 2024년 8월 2일: 국도 제11호선(부산-부산선) 신규 지정, 국도 제25호선 기점 변경, 국도 제29호선 경유지 변경[28]
- 2025년 7월 11일: 국도 제5호선 기점 변경, 국도 제28호선 기점 변경, 국도 3개 지정

- 국도 제5호선 기점을 '경상남도 통영시 도남동에서 '경상남도 남해군 창선면 수산리'로 변경. 이에 따라 '통영 ~ 중강진선'에서 '남해 ~ 중강진선'으로 변경
- 국도 제28호선 기점을 '경상북도 영주시 문정동에서 '경상남도 영주시 상망동'으로 변경.
- 국도 제29호선 경유지 변경.
- 국도 제38호선 기점을 '충청남도 태안군 이원면에서 '충청남도 태안군 근흥면'으로 변경.
- 국도 제16호선 군위 ~ 청송선 신설
- 국도 제69호선 예천 ~ 단양선 신설
- 국도 제85호선 김천 ~ 예천선 신설

## 노선 목록 (2025년 기준)
- 시점 및 종점, 길이의 정보는 국토교통부고시 제2015-181호 도로 노선의 지정 고시를 기준으로 하며, 이후 변경된 내용은 국토교통부의 고시에 따른다.
- 현재 대한민국에서 조선민주주의인민공화국(이하 북한)까지 연결된 노선은 국도 1, 3, 5, 7, 31, 43호선이다.
- 행정 구역은 대한민국의 행정 구역을 따르며, 이북 지역도 이북5도위원회가 정한 행정 구역으로 표기하였으므로, 실제 북한의 행정 구역과는 다를 수 있다.

| 표지 | 노선 번호 | 시점                                               | 종점                                                  | 길이                      |
| ---- | --------- | -------------------------------------------------- | ----------------------------------------------------- | ------------------------- |
| 1    | 1         | 전라남도 목포시 달동 (신항 교차로)                 | 경기도 파주시 문산읍 (평안북도 신의주시)              | 509.9 km (전체 1068.3 km) |
| 2    | 2         | 전라남도 신안군 장산면 오음리 (장산도항)           | 부산광역시 중구 동광동1가 (옛시청사거리)              | 477.4 km                  |
| 3    | 3         | 경상남도 남해군 미조면 송정리 (초전삼거리)         | 강원특별자치도 철원군 철원읍 (평안북도 초산군 초산면) | 540.9 km (전체 1096.3 km) |
| 4    | 4         | 전북특별자치도 부안군 하서면 백련리 (수조교차로)   | 경상북도 경주시 감포읍 전촌리 (전촌삼거리)            | 417.9 km                  |
| 5    | 5         | 경상남도 남해군 창선면 수산리                      | 강원특별자치도 철원군 김화읍 (평안북도 자성군 중강진) | 576.5 km (전체 1252.2 km) |
| 6    | 6         | 인천광역시 중구 북성동2가 (인천역사거리)           | 강원특별자치도 강릉시 연곡면 동덕리 (연곡 교차로)     | 274.3 km                  |
| 7    | 7         | 부산광역시 중구 동광동1가 (옛시청사거리)           | 강원특별자치도 고성군 현내면 (함경북도 온성군)        | 484.3 km (전체 1191.7 km) |
| 11   | 11        | 부산광역시 강서구 대항동 (가덕도신공항)            | 부산광역시 강서구 송정동 (송정육교사거리)             | 11.9 km                   |
| 12   | 12        | 전북특별자치도 군산시 옥도면 관리도리 (관리도)     | 전북특별자치도 김제시 진봉면 심포리 (새만금나들목)    | 34.2 km                   |
| 13   | 13        | 전라남도 완도군 완도읍 가용리 (완도 교차로)        | 충청남도 금산군 금성면 양전리 (양전삼거리)            | 308.9 km                  |
| 14   | 14        | 경상남도 거제시 남부면 저구리 (저구사거리)         | 경상북도 포항시 남구 청림동 (청림삼거리)              | 315.9 km                  |
| 15   | 15        | 전라남도 고흥군 봉래면 예내리 (나로우주센터)       | 전북특별자치도 남원시 주천면 송치리 (장안교차로)      | 223.5 km                  |
| 16   | 16        | 대구광역시 군위군 소보면 송원리 (소보교)           | 경상북도 청송군 현동면 도평리 (도평 교차로)           | 59.3 km                   |
| 17   | 17        | 전라남도 여수시 돌산읍 신복리                      | 경기도 광주시 도척면 추곡리                           | 437.6 km                  |
| 18   | 18        | 전라남도 진도군 군내면 둔전리 (금골 교차로)        | 전라남도 구례군 마산면 황전리 (화엄사)                | 282.6 km                  |
| 19   | 19        | 경상남도 남해군 미조면 미조리                      | 강원특별자치도 홍천군 서석면 풍암리                   | 494.6 km                  |
| 20   | 20        | 경상남도 산청군 시천면 중산리                      | 경상북도 포항시 남구 동촌동 (현대제철삼거리)          | 230.2 km                  |
| 21   | 21        | 전북특별자치도 남원시 대강면 사석리 (대강면사무소) | 경기도 이천시 장호원읍 진암리 (진암 나들목)           | 430.9 km                  |
| 22   | 22        | 전북특별자치도 정읍시 연지동 (연지사거리)          | 전라남도 순천시 중앙동 (의료원앞 교차로)              | 204.5 km                  |
| 23   | 23        | 전라남도 강진군 강진읍 동성리 (동성사거리)         | 충청남도 천안시 동남구 신부동 (천안 나들목)           | 395.7 km                  |
| 24   | 24        | 전라남도 신안군 임자면 진리 (임자면사무소)         | 울산광역시 남구 무거동 (삼호교남 교차로)              | 414.5 km                  |
| 25   | 25        | 경상남도 창원시 진해구 자은동 (석동교차로)         | 충청북도 청주시 청원구 내수읍 국동리 (국동교차로)     | 326.0 km                  |
| 26   | 26        | 전북특별자치도 군산시 옥서면 선연리 (군산공항)     | 대구광역시 서구 내당동 (두류네거리)                   | 235.6 km                  |
| 27   | 27        | 전라남도 완도군 고금면 덕암리 (고금도성당)         | 전북특별자치도 군산시 중앙로1가 (중앙사거리)          | 287.5 km                  |
| 28   | 28        | 경상북도 영주시 상망동                             | 경상북도 포항시 북구 흥해읍 성곡리 (성곡 나들목)      | 204.8 km                  |
| 29   | 29        | 전라남도 보성군 미력면 용정리 (보성 나들목)        | 충청남도 서산시 대산읍 독곶리                         | 330.1 km                  |
| 30   | 30        | 전북특별자치도 부안군 보안면 영전리 (영전사거리)   | 대구광역시 서구 내당동 (두류네거리)                   | 355.1 km                  |
| 31   | 31        | 부산광역시 기장군 일광면 삼성리 (일광 교차로)      | 강원특별자치도 양구군 동면 (함경남도 안변군 신고산)   | 627.6 km (전체 750.0 km)  |
| 32   | 32        | 충청남도 태안군 소원면 모항리 (만리포)             | 대전광역시 중구 오류동 (서대전네거리)                 | 180.7 km                  |
| 33   | 33        | 경상남도 고성군 고성읍 신월리 (신월 나들목)        | 경상북도 구미시 도개면 신림리 (도개 교차로)           | 211.3 km                  |
| 34   | 34        | 충청남도 당진시 원당동 (원당 교차로)               | 경상북도 영덕군 영덕읍 덕곡리 (덕곡 교차로)           | 311.5 km                  |
| 35   | 35        | 부산광역시 북구 덕천동 (덕천 교차로)               | 강원특별자치도 강릉시 옥천동                          | 458.6 km                  |
| 36   | 36        | 충청남도 보령시 신흑동 (대천항)                    | 경상북도 울진군 울진읍 온양리 (울진북부 교차로)       | 356.3 km                  |
| 37   | 37        | 경상남도 거창군 거창읍 송정리 (절부사거리)         | 경기도 파주시 문산읍 당동리 (당동 나들목)             | 448.2 km                  |
| 38   | 38        | 충청남도 태안군 근흥면 신진도리                    | 강원특별자치도 동해시 단봉동 (단봉삼거리)             | 411.0 km                  |
| 39   | 39        | 충청남도 부여군 부여읍 가탑리 (가탑 교차로)        | 경기도 의정부시 가능동 (가능 교차로)                  | 225.4 km                  |
| 40   | 40        | 충청남도 당진시 합덕읍 운산리 (운산1교)            | 충청남도 공주시 신관동 (전막 교차로)                  | 145.6 km                  |
| 42   | 42        | 인천광역시 중구 북성동2가 (인천역사거리)           | 강원특별자치도 동해시 송정동 (동해항 교차로)          | 336.1 km                  |
| 43   | 43        | 세종특별자치시 아름동 (모개고가차도)               | 강원특별자치도 철원군 김화읍 (강원도 고성군 고성읍)   | 277.2 km (전체 294.4 km)  |
| 44   | 44        | 경기도 양평군 양평읍 덕평리 (상평 교차로)          | 강원특별자치도 양양군 양양읍 청곡리 (청곡 교차로)     | 137.2 km                  |
| 45   | 45        | 충청남도 서산시 해미면 휴암리 (해미 교차로)        | 경기도 가평군 청평면 청평리 (청평댐입구삼거리)        | 202.6 km                  |
| 46   | 46        | 인천광역시 중구 북성동2가 (인천역사거리)           | 강원특별자치도 고성군 간성읍 신안리 (상리 교차로)     | 281.7 km                  |
| 47   | 47        | 경기도 안산시 상록구 사사동 (양촌 나들목)          | 강원특별자치도 철원군 김화읍 학사리 (김화 교차로)     | 133.8 km                  |
| 48   | 48        | 인천광역시 강화군 양사면 인화리                    | 서울특별시 종로구 세종로 (서울도로원표)               | 68.0 km                   |
| 56   | 56        | 강원특별자치도 철원군 김화읍 학사리 (학사 교차로)  | 강원특별자치도 양양군 양양읍 청곡리 (청곡 교차로)     | 205.7 km                  |
| 58   | 58        | 경상남도 창원시 진해구 남양동 (마천육교)           | 경상북도 청도군 매전면 동산리 (매전삼거리)            | 82.8 km                   |
| 59   | 59        | 전라남도 광양시 태인동 (용지삼거리)                | 강원특별자치도 양양군 양양읍 월리 (송현사거리)        | 494.2 km                  |
| 67   | 67        | 경상북도 칠곡군 왜관읍 왜관리 (왜관 교차로)        | 대구광역시 군위군 군위읍 금구리 (군위 나들목)         | 40.5 km                   |
| 69   | 69        | 경상북도 예천군 효자면 용두리 (저수령)             | 충청북도 단양군 대강면 장림리 (장림삼거리저수령)      | 16.6 km                   |
| 75   | 75        | 경기도 가평군 설악면 신천리 (신천삼거리)           | 강원특별자치도 화천군 사내면 사창리                   | 85.0 km                   |
| 77   | 77        | 부산광역시 중구 동광동1가 (옛시청사거리)           | 경기도 파주시 문산읍 마정리 (자유 나들목)             | 1239.4 km                 |
| 79   | 79        | 경상남도 의령군 의령읍 무전리 (백야오거리)         | 경상남도 창녕군 유어면 부곡리 (유어삼거리)            | 111.6 km                  |
| 82   | 82        | 경기도 평택시 포승읍 내기리 (내기삼거리)           | 경기도 화성시 향남읍 하갈리 (향남 교차로)             | 31.2 km                   |
| 85   | 85        | 경상북도 김천시 덕곡동                             | 경상북도 예천군 예천읍 청복리                         | 93.5 km                   |
| 87   | 87        | 경기도 포천시 내촌면 내리 (내촌육교)               | 강원특별자치도 철원군 철원읍 사요리 (대마사거리)      | 61.1 km                   |
| 88   | 88        | 경상북도 영양군 일월면 문암리 (문암삼거리)         | 경상북도 울진군 평해읍 평해리 (평해 교차로)           | 38.5 km                   |

## 폐지된 일반 국도
| 표지 | 노선 번호 | 시점                   | 종점                    | 길이     | 비고                       |
| ---- | --------- | ---------------------- | ----------------------- | -------- | -------------------------- |
| 11   | 11        | 제주특별자치도 제주시  | 제주특별자치도 서귀포시 | 40.5 km  | 지방도 제1131호선으로 변경 |
| 12   | 12        | 제주특별자치도 제주시  | 제주특별자치도 제주시   | 176.0 km | 지방도 제1132호선으로 변경 |
| 16   | 16        | 제주특별자치도 제주시  | 제주특별자치도 제주시   | 172.8 km | 지방도 제1136호선으로 변경 |
| 78   | 78        | 평안북도 강계군 만포읍 | 평안북도 강계군 강계읍  | 55.0 km  | 1996년 7월 1일 폐지        |
| 95   | 95        | 제주특별자치도 제주시  | 제주특별자치도 서귀포시 | 29.0 km  | 지방도 제1135호선으로 변경 |
| 99   | 99        | 제주특별자치도 제주시  | 제주특별자치도 서귀포시 | 36.7 km  | 지방도 제1139호선으로 변경 |

## 모든 구간이 북한 관할에 있는 일반 국도
| 표지 | 노선 번호 | 시점                           | 종점                             | 주요 경유지 |
| ---- | --------- | ------------------------------ | -------------------------------- | --- |
| 8    | 8         | 황해도 장연군 해안면           | 함경남도 원산시                  | 황해도 장연군 장연읍 - 은율군 은율면 - 평안남도 진남포시 - 평양시 - 강동군 강동면 - 양덕군 양덕읍 - 함경남도 문천군 덕원면 |
| 9    | 9         | 함경남도 북청군 북청읍         | 함경남도 혜산군 혜산읍           | 함경남도 풍산군 풍산면 - 갑산군 갑산읍 |
| 10   | 10        | 평안북도 용천군 부남면         | 함경북도 온성군 온성면           | 평안북도 용천군 용암포읍 - 신의주시 - 의주군 의주읍 - 삭주군 청수읍(수풍) - 벽동군 벽동면 - 초산군 초산면 - 강계군 만포면(만포진) - 자성군 자성면 - 중강면(중강진) - 후창군 후창면(후창강구) - 함경남도 삼수군 신파면(신갈파진) - 혜산군 혜산읍(혜산진) - 함경북도 무산군 무산읍 - 회령군 회령읍 - 종성군 종성면 |
| 41   | 41        | 경기도 개성시                  | 함경남도 원산시                  | 황해도 금천군 금천면 - 서촌면(시변) - 강원도 이천군 이천면 - 함경남도 덕원군 부내면(덕원) |
| 50   | 50        | 황해도 옹진군 옹진읍           | 경기도 개성시                    | 황해도 해주시 - 연백군 연안읍 |
| 51   | 51        | 황해도 해주시                  | 평안남도 평원군 숙천면           | 황해도 재령군 재령읍 - 평안남도 진남포시 - 강서군 함종면 - 평원군 한천면 - 영유읍 |
| 52   | 52        | 황해도 장연군 장연읍           | 황해도 신계군 신계면             | 황해도 해주시 - 평산군 남천읍 |
| 53   | 53        | 황해도 신계군 신계면           | 평안남도 평양시                  | 황해도 수안군 수안면 - 평안남도 중화군 상원면 |
| 54   | 54        | 황해도 장연군 장연읍           | 황해도 봉산군 사리원읍           | 황해도 신천군 신천읍 - 재령군 재령읍 |
| 61   | 61        | 평안북도 정주군 정주읍         | 평안북도 삭주군 청수읍           | 평안북도 구성군 방현면(남시) - 구성면 - 삭주군 삭주면 |
| 62   | 62        | 평안남도 평원군 숙천면         | 함경남도 영흥군 영흥읍           | 평안남도 순천군 순천읍 - 신창면 - 맹산군 왕천면(북창) - 맹산면 |
| 63   | 63        | 평안남도 안주군 안주면         | 평안북도 초산군 도원면           | 평안북도 박천군 박천면 - 운산군 위연면(온정) - 초산군 도원면(화목) |
| 64   | 64        | 평안북도 의주군 의주읍         | 함경남도 함흥시                  | 평안북도 구성군 구성면 - 평안남도 덕천군 덕천면 - 영원군 영원면 - 함경남도 함주군 주지면(지경) |
| 65   | 65        | 평안남도 평양시                | 평안북도 자성군 자성면           | 평안남도 순천군 사인면 - 순천읍 - 개천군 개천읍 - 평안북도 희천군 희천읍 - 강계군 강계읍 - 후창군 남신면(가산) |
| 71   | 71        | 함경남도 장진군 상남면(갈전)   | 함경남도 삼수군 신파면(신갈파진) | 함경남도 장진군 상남면(속사리) - 하동면(운산강구포) |
| 72   | 72        | 평안북도 위원군 위원면         | 함경남도 장진군 신남면(하갈)     | 평안북도 위원군 대덕면(광천) - 강계군 점촌면 - 의관면(운송) - 용림면(평남진) |
| 73   | 73        | 함경남도 단천군 단천읍         | 함경북도 무산군 무산읍           | 함경남도 단천군 북두일면(용양) - 함경북도 길주군 양사면(합수) - 무산군 삼사면(유평동) - 연사면(사지동) |
| 74   | 74        | 함경남도 장진군 하동면(운산)   | 함경남도 단천군 단천읍           | 함경남도 풍산군 풍산면 - 천남면(홍군) |
| 76   | 76        | 함경남도 갑산군 갑산면         | 함경북도 성진시                  | 함경남도 갑산군 진동면(동점) - 함경북도 학성군 학성면(업억) |
| 80   | 80        | 함경남도 혜산군 혜산읍(혜산진) | 함경북도 길주군 길주읍           | 함경북도 길주군 양사면(박암 - 합수 - 재덕) |
| 81   | 81        | 함경북도 청진시 (나남)         | 함경북도 무산군 무산읍           | 함경북도 청진시 (수성) - 부령군 부령면 - 서상면(고무산) - 무산군 동면(풍산) |
| 83   | 83        | 함경북도 청진시                | 함경북도 온성군 온성면           | 함경북도 청진시 (수성) - 부령군 서상면(고무산) - 회령군 창두면(고풍산) - 회령읍 - 종성군 행영면 |
| 91   | 91        | 함경북도 회령군 회령읍         | 함경북도 경원군 경원면           | 함경북도 경흥군 노서면(서원동) - 용덕면(고건원) |
| 92   | 92        | 함경북도 회령군 회령읍         | 함경북도 경흥군 노서면(서수라)   | 함경북도 경흥군 노서면(서원동) - 웅기읍 |
| 93   | 93        | 함경북도 경흥군 노서면(서수라) | 함경북도 경흥군 경흥면           | 함경북도 경흥군 노서면 - 경흥면 |
| 94   | 94        | 함경북도 회령군 회령읍         | 함경북도 경흥군 경흥면           | 함경북도 종성군 행영면 - 경흥군 노서면 - 아오지읍 |

## 같이 보기
- 대한민국의 도로
- 대한민국의 자동차 전용도로
- 국가지원지방도
- 대한민국의 지방도